# Lomeći talase
Lomeći talase (eng. Breaking the Waves) je romantična drama koju je 1996. režirao danski reditelj Ars von Trier. Glavnu ulogu igra britanska glumica Emili Votson  koja je zbog tog ostvarenja bila predložena za Oskara.

## Nagrade i nominacije
- Nominacija Oskara (najbolja glavna glumica)
- Grand Prix žirija na filmskom festivalu u Kanu
- Evropska filmska nagrada za najbolji film i za najbolju glumicu
- Nominacija za Zlatni globus (najbolji film, glavna glumica)
- Nominacija za BAFTA-u (najbolja glavna glumica)
- Srce Sarajeva za najbolji igrani film Sarajevskog filmskog festivala